# Kovel'
Kovel' (in ucraino Ковель?; in polacco Kowel; in yiddish קאוולע‎?) è una città ucraina (67 575 abitanti), nel distretto di Kovel', nell'oblast' di Volinia. Ospita l'amministrazione del distretto di Kovel' e della comunità territoriale di Kovel', una delle comunità territoriali dell'Ucraina.
Fino al 18 luglio 2020 Kovel' costituiva una città di rilevanza regionale e fungeva da centro amministrativo del distretto di Kovel', sebbene non appartenesse al distretto. Come parte della riforma amministrativa che ha ridotto a quattro il numero dei distretti dell'oblast' di Volinia, la città fu integrata nel distretto di Kovel'.

## Geografia
Kovel' sorge sulle rive del fiume Turja, nella regione storica della Volinia, a 72 km a nord-ovest di Luc'k.

## Storia
Fu menzionata per la prima volta nel 1310. Ha ricevuto il suo statuto di città dal re polacco Sigismondo I il Vecchio nel 1518. Nel 1547 il proprietario di Kowel divenne Bona Sforza, regina polacca. Nel 1564 starost di Kowel divenne Kurbski. Dal 1566 al 1795 fece parte del voivodato di Volinia. Kowel era una città regia della Polonia.
Dopo la spartizione della Polonia della fine del XVIII secolo, la città fu annessa all'Impero russo per oltre un secolo. Durante la prima guerra mondiale, la città fu teatro della battaglia di Kovel' tra le potenze centrali e i russi. In seguito al trattato di Riga del 1921, Kovel' fu annessa alla risorta Polonia e inclusa nel voivodato di Volinia. Era un importante presidio dell'esercito polacco, qui si trovava il quartier generale della 27ª divisione di fanteria volina. Inoltre, presso il villaggio di Czerkasy, si trovava un grande deposito dell'esercito polacco. Nel 1924 iniziò la costruzione della chiesa cattolica romana di San Stanislao vescovo e martire.
Nel 1939, in seguito all'invasione tedesca e a quella sovietica della Polonia, Kovel' ricevette un gran numero di profughi ebrei dall'area occupata dai nazisti. Nell'area era fortemente radicato il Partito Comunista dell'Ucraina Occidentale, e quindi i soldati dell'Armata Rossa furono generalmente salutati come liberatori dalla popolazione ucraina. Successivamente, con l'inizio dell'operazione Barbarossa, i tedeschi, dopo aver conquistato la città il 28 giugno 1941, uccisero 18.000 ebrei, principalmente nei mesi di agosto e settembre 1942.
Circa 8.000 ebrei furono assassinati nella foresta vicino a Bachiv il 19 agosto 1942 durante la liquidazione del ghetto di Kovel', istituito il 25 maggio 1942. Le vittime ebree furono portate in treno da Kovel' a Bachiv dove furono scavate delle fosse vicino alle ferrovie. In realtà c'erano due ghetti, uno all'interno della città e l'altro nei sobborghi di Pjaski. Entrambi i ghetti avevano 24.000 ebrei, inclusi molti rifugiati. Gli ebrei di entrambi i ghetti furono giustiziati in luoghi diversi e in tempi diversi. La locale comunità ebraica cessò di esistere.
Nel marzo e nell'aprile 1944 durante l'offensiva sovietica su Polis'ke, Kovel' fu teatro di feroci combattimenti tra la 5. SS-Panzer-Division "Wiking" e l'Armata Rossa.
Durante il massacro della popolazione polacca della Volinia, la città divenne un rifugio per i polacchi etnici. In quel periodo, i nazionalisti ucraini dell'UPA assassinarono circa 3.700 abitanti polacchi della contea di Kovel'. All'inizio della primavera del 1944, la 27ª divisione di fanteria dell'Armia Krajowa operò nell'area. Kovel' fu conquistata dall'Armata Rossa il 6 luglio 1944. Nel 1945 la città fu definitivamente assegnata all'Unione Sovietica e inclusa nell'RSS Ucraina. Di conseguenza la popolazione polacca fu reinsediata con la forza verso ovest.

## Infrastrutture e trasporti
Kovel' è un'importante snodo stradale poiché situata all'intersezione tra la M07, che unisce Kiev alla frontiera polacca, e l'M19, che attraversa l'intera Ucraina occidentale da nord a sud.

### Ferrovie
Kovel' è uno snodo importante dell'Ucraina nord-occidentale per gli interscambi ferroviari, con sei linee ferroviarie che si diramano dalla città, che è servita da una propria stazione ferroviaria. La prima di queste ferrovie fu costruita nel 1873, collegando la città con Brėst e Rivne. Nel 1877 Kovel' è stata collegata con la ferrovia a Lublino e Varsavia, in Polonia.

## Amministrazione
La città è gemellata con:
- Utena